# Snimanje zvuka
Zvuk se sastoji od titraja koji putuju u obliku valova promjenjivog tlaka zraka. Mikrofon stvara kopiju tih titraja u obliku električnog zvučnog signala, koji se može pohraniti na više različitih načina, uključujući CD-e, magnetofonsku vrpcu i gramafonske ploče. Pohranjeni signal može biti izravan prikaz originalnog zvuka (analogno snimanje), ili se može pretvarati u elektroničke impulse (digitalno snimanje). Kompaktni disk (CD) nam omogućuje slušati ono što je prošlo. Informacije pohranjene na disku omogućavaju CD-playeru ponovno stvaranje zvukova nastalih u drugo vrijeme i na drugom mjestu.

### Mikrofon
Mikrofon se sastoji od žičane električne zavojnice pričvršćene za tanku pločicu koja se zove membrana. Zvučni valovi izazivaju titranje membrane i zavojnice unutar sile magnetskog polja. To gibanje stvara protok električne struje, takozvani analogni zvučni signal, koji kopira titraje u zvučnim valovima.

## Studio za snimanje
Zvukovi se često snimaju u studiju koji se obično sastoji od dviju međusobno povezanih prostorija. U jednoj prostoriji ljudi sviraju, pjevaju ili govore. Zvukove različitih glasova i instrumenata mikrofoni pretvaraju u električne signale koji se zasebno sviraju. Odvojeni zvukovi potom se ponovo spajaju u režiji.

### Nosači zvuka
Analogni nosači zvuka na sebi imaju valovite utore ili magnetske obrasce koji kopiraju promjene u analognom zvučnom signalu. Digitalni nosači zvuka sadrže informacije o digitalnom zvučnom signalu u binarnom kodu, u obliku magnetskih obrazaca ili niza sičušnih rupica.

## Digitalni zvuk
Kod digitalnog snimanja, analogni zvučni signal što ga stvara mikrofon mjeri se, ili oprimjeruje, više tisuća puta u sekundi. Ta se mjerenja, u obliku brojeva, potom pretvaraju u binarni kod - odnosno u niz električnih impulsa. To je poznato kao digitalni zvučni signal.
- Gramofonske ploče (analogne)

Gramofonske ploče snimaju titraje zvučnih valova urezanih u obliku valovitih utora u vinilnu ploču.
- Magnetska audiokaseta

Magnetska audiokaseta (analogna) snima zvuk kao promjenjive obrasce magnetskih čestica na plastičnu traku.
- Digitalna audiokaseta (DAT)

Digitalna audiokaseta radi kao magnetska vrpca, ali zvučne informacije pohranjuje digitalno.
- Kompaktni diskovi (CD-1)

Kompaktni diskovi (digitalni) metalne su i plastične ploče koje pohranjuju zvuk u obliku sićušnih rupica na spiralnom utoru.
- Minidisk

Minidisk (digitalni) pohranjuje zvučne signale u obliku spiralnog obrasca na magnetski disk.

### MP3 player
MP3 se pojavio 1990-ih kao vrlo kvalitetan nosač zvuka za digitalno pohranjivanje glazbe. MP3 datoteke, nastale kompjuterski, veoma su malene i mogu se prenositi putem Interneta ili presnimiti na prenosivi glazbeni uređaj koja se zove MP3 player. Na taj uređaj može stati nekoliko sati glazbe koje se može redovito ažururati.

## Emile Berliner
Emile Berliner (1851. – 1929.), podrijetlom Nijemac, izumio je gramofon koje je mogao reproducirati zvuk snimljen na ravnim diskovima. Otkrio je način presnimavanja stotina diskova s izvornika.

### Vremenska tablica
| Godine  | Povijesne značajke |
| ------- | --- |
| 1876.   | Alexander Graham Bell, porijeklom iz Škotske, izumljuje mikrofon i koristi ga u prvom telefonu.                         |
| 1877.   | Thomas Edison, američki izumitelj, snima prvi zvuk - riječi »Mary je imala maleno janje« - na staniol.                  |
| 1887.   | Berliner izumljuje gramofon.                                                                                            |
| 1898.   | Danski izumitelj Valdemar Poulsen stvara magnetske snimke zvuka na čeličnoj žici klavira.                               |
| 1948.   | Proizvode se prve gramofonske ploče od vinila.                                                                          |
| 1964.   | Postaje dostupna vrpca za kasetofon.                                                                                    |
| 1980-e. | Kompaktni diskovi postaju glavni nosači zvuka.                                                                          |
| 1992.   | Korporacija Sony iz Japana uvodi minidisk.                                                                              |
| 2001.   | Internet stranici Napster zabranjeno je besplatno razmjenjivanje MP3 datoteka jer to poseže u autorska prava umjetnika. |

## Vanjske poveznice
- LZMK / Filmska enciklopedija: Snimanje zvuka  Arhivirana inačica izvorne stranice od 7. listopada 2021. (Wayback Machine)
- LZMK / Hrvatska enciklopedija: magnetoskop
- LZMK / Hrvatska enciklopedija: elektroakustika